# 蟹化

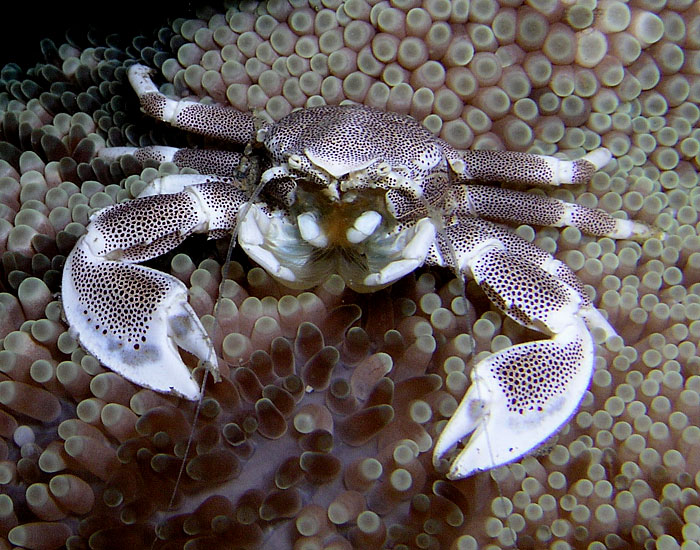
红斑新岩瓷蟹所屬的瓷蟹科雖然有着螃蟹的外表，但其實屬於鎧甲蝦總科，其關係與鎧甲蝦及寄居蟹更為密切。

蟹化（英語：Carcinisation），又名短尾化，是演化生物学的一個題目，指甲殼類動物物種在演化的過程中，從其他樣式演化成為近似蟹類（短尾下目）相近的形態，特指物種在腹部位置摺疊的變化。這個名詞由英國動物學家蘭斯洛特·亞歷山大·巴拉代爾最早提出。
在真軟甲亞綱十足目各個物種裡，有五組生物（特別是巨大拟滨蟹）曾各自獨立發生過蟹化過程。這個轉變，科學家認為結果演變出寄居蟹的祖先出來。
另一個例子是瓷蟹科，其物種雖然有着螃蟹的外表，但其實屬於鎧甲蝦總科，其關係與鎧甲蝦、陆寄居蟹、椰子蟹（Birgus latro）及螃蟹更為密切。